# Glasporing
Glasporing (Antrodiella romellii) är en svampart som först beskrevs av Donk, och fick sitt nu gällande namn av Tuomo Niemelä 1982. Enligt Catalogue of Life ingår Glasporing i släktet Antrodiella,  och familjen Phanerochaetaceae, men enligt Dyntaxa är tillhörigheten istället släktet Antrodiella,  och familjen Steccherinaceae. Arten är reproducerande i Sverige. Inga underarter finns listade i Catalogue of Life.